# Deogam-dong
Deogam-dong (koreanska: 덕암동) är en stadsdel i staden  Daejeon, i den centrala delen av landet, 130 km söder om huvudstaden Seoul. Den ligger i stadsdistriktet Daedeok-gu. 